# Michael Davis (regista)
Michael Davis (Birmingham, 1º agosto 1961) è un regista e sceneggiatore inglese.
Nella sua carriera da regista Michael ha diretto l'horror Monster Man e il film d'azione Shoot 'Em Up - Spara o muori!, con Clive Owen, Paul Giamatti e Monica Bellucci.

## Filmografia

### Sceneggiatore e Regista
- Beanstalk (1994)
- Eight Days a Week (1997) (anche produttore)
- 100 ragazze (100 Girls) (2000)
- Girl Fever (2002) (titolo originale: 100 Women)
- Monster Man (2003)
- Shoot 'Em Up - Spara o muori! (Shoot 'Em Up) (2007)

### Sceneggiatore
- Double Dragon (1994)
- Prehysteria! 2 (1994)
- Prehysteria! 3 (1995)
- The Incredible Genie (1999)

### Produttore
- Bad English I: Tales of a Son of a Brit (1995)